# The Fens
The Fens eller Fenlands er et stort moseområde i Østengland. Størstedelen af The Fens blev drænet for flere århundreder siden, hvilket har resulteret i et fladt, tørt og lavtliggende landbrugsområde, der støttes af et system af dræningskanaler og menneskeskabte floder (diger og dræn) og automatiserede pumpestationer.
Fen (lavmose) er et lokalt begreb for et individuelt moseområde eller tidligere moseområde. Det betegner også en type moseområde, der er neutral eller basisk med relativt store mængder opløste mineraler, men få andre næringsstoffer.
The Fens er et National Character Area, grundet landskabet, biodiversitet, geodiversitet og økonomisk aktivitet.
The Fens ligger inde i landet bagved The Wash og et et område på omkring 3.900 km² i det sydøstlige Lincolnshire, størstedelen af Cambridgeshire og den vestligeste del af Norfolk og Suffolk.
Størstedelen af The Fens ligger under eller få meter over havniveau. Ligesom lignende områder i Holland bestod Fenland oprindeligt af fersk- og saltvands vådområder. De er blevet drænet og ved hjælpe af pumpestationer er der blevet skabt et stort område, der kan bruges til landbrug, hvor der dyrkes korn og grøntsager.
The Fens have er blevet omtalt som "Holy Land of the English" grundet de tidligere klostre, der nu er kirker og katedraler i Crowland, Ely, Peterborough, Ramsey og Thorney. Andre betydelige bosættelser i The Fens inkluderrér Boston, Downham Market, Mildenhall, March, Spalding og Wisbech.